# Asota sinuosa
Asota sinuosa là một loài bướm đêm trong họ Erebidae.